# Laussa
Laussa é um município da Áustria localizado no distrito de Steyr-Land, no estado de Alta Áustria.